# Guitar Wolf
I Guitar Wolf (ギターウルフ?, GuitarWolf) sono un gruppo musicale giapponese Garage punk-J-Rock, fondato nel 1987. Hanno pubblicato dieci album e dieci singoli. Hanno interpretato il ruolo di protagonisti nel film splatter Wild Zero, diretto nel 2000 da Tetsuro Takeuchi.

## Storia del gruppo
Dopo una serie di concerti in tutto il Giappone, i Guitar Wolf incisero il loro primo album, intitolato Wolf Rock, nel 1993. L'album uscì inizialmente negli Stati Uniti d'America, quindi nel 1995 uscì anche in Giappone e in altri paesi. Nel 1994 il gruppo pubblicò il secondo album, intitolato Run Wolf Run, mentre nel 1995 uscì il terzo album, Missile Me.
Nel 1997 i Guitar Wolf iniziarono una tournée negli Stati Uniti e firmarono un contratto con la casa discografica Ki/oon Records, appartenente alla Sony Music, con la quale incisero il loro quarto album, Planet of the Wolves. Nel 1998 effettuarono delle tournée in Giappone e in Europa, quindi nel 1999 pubblicarono il quinto album, Jet Generation, suonarono per la prima volta in Australia e in Nuova Zelanda e parteciparono al Rising Sun Rock Festival.
Nel 2000 parteciparono nel ruolo di loro stessi al film Wild Zero, per il quale curarono anche la colonna sonora, pubblicarono il sesto album, intitolato Rock'n'Roll Etiquette e il primo album live, intitolato Live!. Nel 2002 uscì il settimo album della band, Ufo Romantics, seguito nel 2004 dall'ottavo album, Loverock. Nel marzo 2005 il gruppo perse il bassista Billy, deceduto per un attacco di cuore all'età di 38 anni, e lo sostituì con il nuovo bassista, U.G. Nel 2007 uscì il nono album della band, Dead Rock.

## Formazione

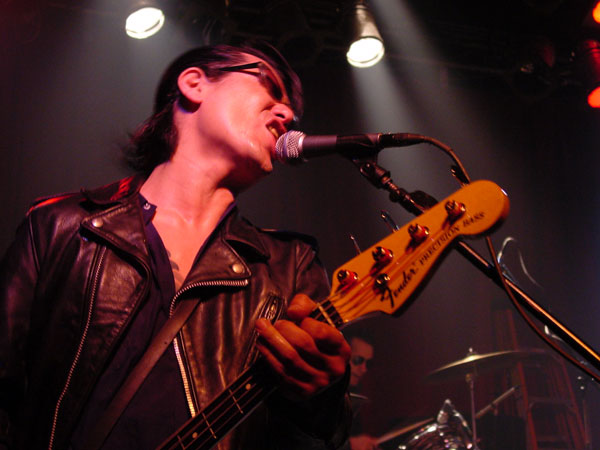
L'ex bassista del gruppo Billy, in concerto a Nashville nel 2005

### Membri regolari
- Guitar Wolf Seiji (セイジ), 22/9/1963, fondatore, voce, chitarra
- Drum Wolf Toru (トオル), 29/8/1969, batteria
- Bass Wolf U.G. 14/7/1985, basso

### Ex componenti
- Bass Wolf Billy (ビリー),  (関口 秀明、?, Hideaki Sekiguchi), 8/1/1967-31/3 2005, basso, deceduto

## Discografia

### Album
- Wolf Rock (1993)
- Run Wolf Run (1994)
- Missile Me (1995)
- Planet of the Wolves (1997)
- Jet Genaration (1999)
- Rock'n'Roll Etiquette (2000)
- Live! (2000)
- Ufo Romantics (2002)
- Loverock (2004)
- Dead Rock (2007)

### Singoli
- Somethin' Else (1994)
- Missile Me (1996)
- Can-Nana Fever (1997)
- Bad Reputation (1997)
- Kawasaki Zii 750 Rock'n'Roll (1997)
- Kaminari One (1998)
- Murder By Rock! (1998)
- God Speed You (2000)
- I Love You, Ok (2001)

### Colonne sonore
- Wild Zero (1999)

## Filmografia
- The Sore Losers di John Michael McCarthy (1997)
- Wild Zero di Tetsuro Takeuchi (2000)
- Guitar Wolf - Red Idol (2003)
- Rock 'n Tokyo (documentario) di Pamela Valente (2007)